# Provincia Afyonkarahisar
Provincia Afyonkarahisar este o provincie a Turciei cu o suprafață de 14.230 km², localizată în vestul Turciei.

## Districte
Afyonkarahisar este divizată în 18 districte (capitala districtului este subliniată):
- Afyonkarahisar
- Bașmakçı
- Bayat
- Bolvadin
- Çay
- Çobanlar
- Dazkırı
- Dinar
- Emirdağ
- Evciler
- Hocalar
- İhsaniye
- İscehisar
- Kızılören
- Sandıklı
- Sinanpașa
- Sultandağı
- Șuhut